# Diabrotica confusa
Diabrotica confusa es una especie de insecto coleóptero de la familia Chrysomelidae. Fue descrita en 1911 por Bowditch.